# Heinrich Haslinde
Heinrich Haslinde (* 21. Mai 1881 in Berlin; † 26. November 1958 in Marquartstein) war Landrat des Kreises Arnsberg, Regierungspräsident in Münster und kurze Zeit (1926/27) Reichsernährungsminister. Er war Mitglied der Zentrumspartei.

## Leben
Haslinde studierte Rechts- und Staatswissenschaften in Heidelberg. In dieser Zeit wurde er auch bei der katholischen Studentenverbindung KStV Palatia Heidelberg im KV aktiv. Des Weiteren studierte er noch in München, Paris und Berlin. Er wurde in Leipzig zum Dr. iur. promoviert. Er war seit 1914 mit Caja Kleine, einer Tochter des Brauereibesitzers Wilhelm Kleine aus Lippstadt, verheiratet. Aus der Ehe gingen mehrere Kindern hervor.
Er übernahm 1913 das Amt des Landrates des Kreises Arnsberg zunächst kommissarisch. Nach dem Ausbruch des Ersten Weltkrieges wurde er zum Militär einberufen und wurde 1917 als Batterieführer verwundet. Nach seiner Genesung übernahm er das Amt des Landrates wieder. Er machte sich verdient um die Erhaltung des Hönnetales als Naturdenkmal, die Gründung einer landwirtschaftlichen Kreisbeispielwirtschaft, die Entwicklung des Kreiselekrizitätswerks oder die Einrichtung des Kinderkurheimes des Kreises auf Norderney. Von 1917 bis 1919 sowie von 1921 bis 1925 war er Mitglied des westfälischen Provinziallandtages.
Er war von 1922 bis 1926 Regierungspräsident in Münster. In seine Amtszeit fiel unter anderem die Ruhrbesetzung. Er wurde bei einem Besuch in Recklinghausen verhaftet und auf Intervention von Carl Severing freigelassen. 1926 und 1927 war Haslinde Minister für Reichsernährung und Landwirtschaft im zweiten Kabinett von Hans Luther und im Kabinett Marx. Ab Herbst 1927 wurde er auf eigenen Wunsch erneut Landrat des Kreises Arnsberg. Er war lange Vorsitzender des Kreiskriegerverbandes, des Arnsberger Musikvereins, des landwirtschaftlichen Kreisvereins und war im Westfälischen Bauernverein aktiv.
Er war Mitglied des Zentrumspartei, betätigte sich aber nicht parteipolitisch. 1933 wurde er von den Nationalsozialisten in den Ruhestand geschickt. An der Entfernung aus dem Amt war Heinrich Teipel maßgeblich beteiligt, der den Posten des Landrates selbst übernahm.
Haslinde siedelte nach Oberbayern um. 1941 meldete er sich freiwillig zum Kriegsdienst und wurde 1943 schwer erkrankt entlassen. Nach Kriegsende wurden ihm von der US-amerikanischen Besatzungsmacht mehrere hohe Ämter angeboten, die er allesamt ablehnte. Auch das Angebot von Konrad Adenauer, nach der Gründung der Bundesrepublik Staatssekretär oder Botschafter zu werden, lehnte er aus gesundheitlichen Gründen ab.

## Werke (Auswahl)
- Befugnisse der Orts- und Landespolizeibehörde in Preußen gegenüber den Eisenbahnen. Diss. Leipzig, Jurist. Fakultät, 1909 (48 Seiten).